# Fuenlabrada de los Montes
Fuenlabrada de los Montes ist ein Ort und eine Gemeinde (municipio) mit noch 1.709 Einwohnern (Stand: 2024) im Südosten der spanischen Provinz Badajoz in der Autonomen Gemeinschaft Extremadura.

## Lage
Fuenlabrada de los Montes liegt ca. 140 Kilometer ostnordöstlich von Mérida in einer Höhe von ca. 540 m. 
Im Norden der Gemeinde liegt der Flugplatz Herrera del Duque.
Das Klima im Winter ist gemäßigt, im Sommer dagegen warm bis heiß; die eher geringen Niederschlagsmengen (ca. 521 mm/Jahr) fallen – mit Ausnahme der nahezu regenlosen Sommermonate – verteilt über das ganze Jahr.

## Bevölkerungsentwicklung
| Jahr      | 1970 | 1981 | 1991 | 2001 | 2011 | 2021 |
| Einwohner | 2526 | 2273 | 2172 | 2062 | 1972 | 1793 |

Der deutliche Bevölkerungsrückgang seit den 1950er Jahren ist im Wesentlichen auf die Mechanisierung der Landwirtschaft, die Aufgabe bäuerlicher Kleinbetriebe und den damit einhergehenden Verlust an Arbeitsplätzen zurückzuführen (Landflucht).

## Sehenswürdigkeiten
- Kirche Mariä Himmelfahrt (Iglesia de Nuestra Señora de la Asunción)
- Annenkapelle (Ermita de Santa Ana)